# Alternatíva pre Slovensko
Alternatíva pre Slovensko (kurz ApS, deutsch Alternative für die Slowakei;  bis 2023 Národ a Spravodlivosť – naša strana, kurz NaS, deutsch Nation und Gerechtigkeit – unsere Partei) ist eine 2011 gegründete politische Partei in der Slowakei. Parteivorsitzende ist die ehemalige Vizevorsitzende der Slowakischen Nationalpartei Anna Belousovová.
Laut Belousovová orientiert sich die Partei an einem „zivilisierten, demokratischen, nicht-konfrontativen und nicht-xenophoben Patriotismus und sozialer Gerechtigkeit.“ Vizevorsitzende der Partei sind Oto Flimel, Robert Herceg und Rudolf Pučík.
Bei der Parlamentswahl in der Slowakei 2012 verfehlte die Partei den Einzug ins Parlament mit nur 0,63 % deutlich. Für die Parlamentswahl in der Slowakei 2016 erklärte die Parteiführung, dass man nicht antreten werde und stattdessen für die eigene Wählerschaft eine Wahlempfehlung für die regierende Smer-SD ausspreche.